# Abbari
Abbari (auch: Abari) ist ein Dorf in der Stadtgemeinde Gouré in Niger.

## Geographie
Das von einem traditionellen Ortsvorsteher (chef traditionnel) geleitete Dorf liegt in der Landschaft Mounio. Es befindet sich rund 26 Kilometer südwestlich des Stadtzentrums von Gouré, dem Hauptort des gleichnamigen Departements Gouré in der Region Zinder. Zu weiteren Siedlungen in der Umgebung von Abbari zählen Gabana im Nordwesten, Gui Zibouk im Südosten, Gazabalé im Südwesten und Arnadi im Westen.
Es herrscht das Klima der Sahelzone vor, mit einer durchschnittlichen jährlichen Niederschlagsmenge zwischen 300 und 400 mm.

## Bevölkerung
Bei der Volkszählung 2012 hatte Abbari 1125 Einwohner, die in 182 Haushalten lebten. Bei der Volkszählung 2001 betrug die Einwohnerzahl 1257 in 249 Haushalten und bei der Volkszählung 1988 belief sich die Einwohnerzahl auf 372 in 74 Haushalten.
Die Bevölkerungsdichte in diesem Gebiet ist mit über 100 Einwohnern je Quadratkilometer hoch.

## Wirtschaft und Infrastruktur
Das Gebiet der Ebenen im Süden der Region Zinder, in dem Abbari liegt, ist von einer anhaltenden Degradation der ackerbaulichen Flächen gekennzeichnet, die mit der hohen Bevölkerungsdichte in Zusammenhang steht. Im Dorf wird ein Wochenmarkt abgehalten. Der Markttag ist Sonntag. Mit einem Centre de Santé Intégré (CSI) ist in Abbari ein Gesundheitszentrum vorhanden. Es gibt eine Schule. Das nigrische Unterrichtsministerium richtete 1996 gemeinsam mit dem Welternährungsprogramm der Vereinten Nationen zahlreiche Schulkantinen in von Ernährungsunsicherheit betroffenen Zonen ein, darunter eine für Kinder transhumanter Hirten in Abbari.